# Selección de críquet de Nueva Zelanda

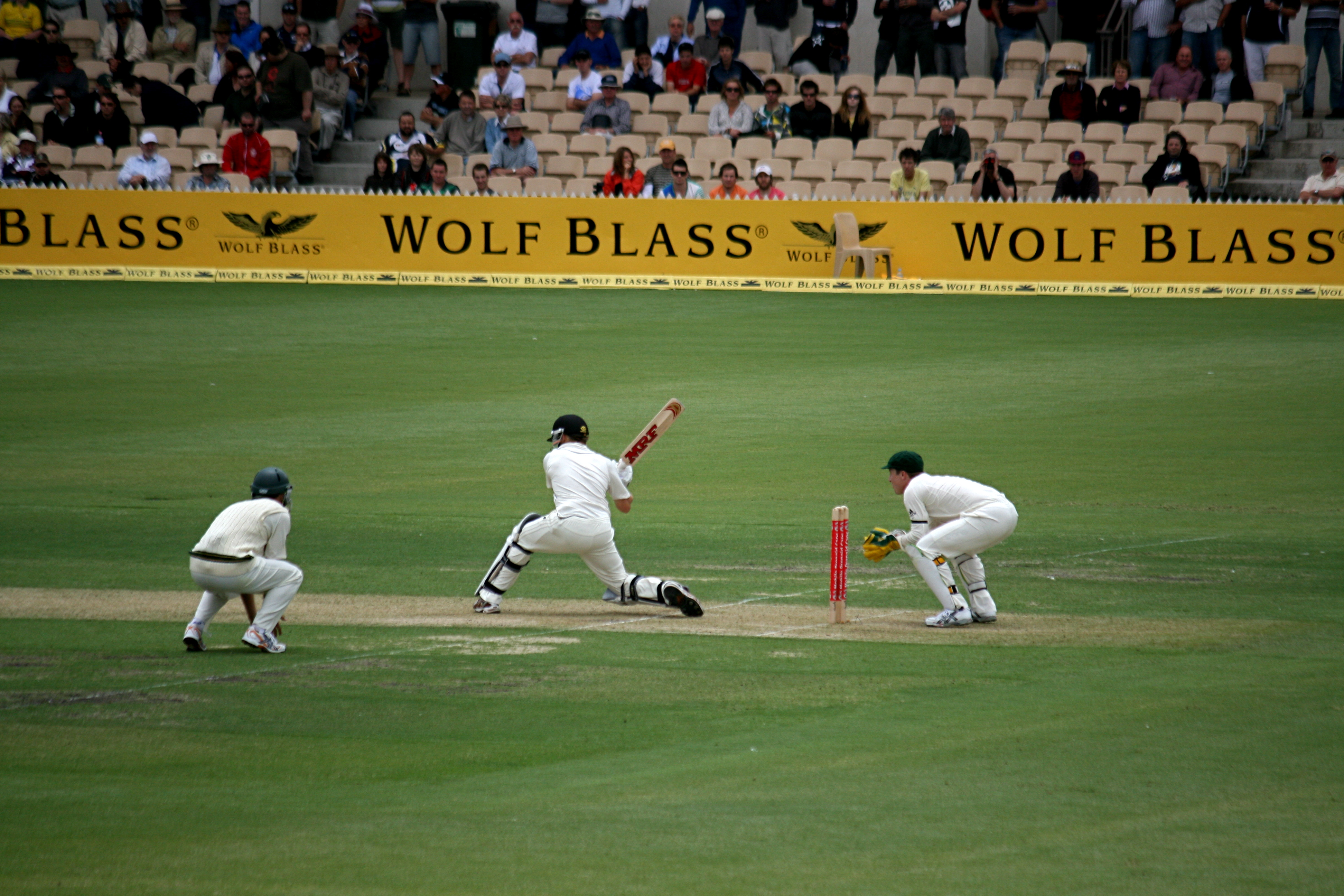
Aaron Redmond batea en un test match ante Australia

La Selección nacional de cricket de Nueva Zelanda, conocida también como los Black Caps (Gorras Negras), jugaron su primer partido de cricket en 1929-30 contra Inglaterra en Christchurch, Nueva Zelanda.

## Resultados

### Tests
- Inglaterra: 9 victorias y 48 derrotas.
- Sudáfrica: 4 victorias y 23 derrotas.
- Australia: 8 victorias y 27 derrotas.
- Pakistán: 8 victorias y 24 derrotas.
- India: 10 victorias y 18 derrotas.
- Indias Occidentales: 13 victorias y 13 derrotas.
- Sri Lanka: 12 victorias y 8 derrotas.

### ODI
- Australia: 29%
- Sudáfrica: 37%
- Pakistán: 43%
- India: 47%
- Indias Occidentales: 44%
- Sri Lanka: 51%
- Inglaterra: 53%
- Bangladés: 68%
- Zimbabue: 74%

### Copa Mundial
- 1975: Semifinales
- 1979: Semifinales
- 1983: Primera ronda
- 1989: Primera ronda
- 1992: Semifinales
- 1996: Cuartos de final
- 1999: Semifinales
- 1975: Semifinales
- 2003: 5.º lugar
- 2007: Semifinales

### Trofeo de Campeones
- 1998: 5.º
- 2000: Campeón
- 2002: 8.º
- 2004: 5.º
- 2006: 4.º
- 2009: 2.º
- 2013: 5.º

### Mundial de T20
- 2007: 4.º
- 2009: 5.º
- 2010: 5.º
- 2012: 7.º
- 2014: 6.º